# Plaza Juan Pablo II
La Plaza Juan Pablo II, Papa de Las Américas —popularmente llamada como «Plaza Juan Pablo II» es una plaza pública ubicada en la Ciudad de Tacna, Perú.

## Historia

### Renombramiento
La Diócesis de Tacna y Moquegua y la Municipalidad de Tacna, en conmemoración de la beatificación del Papa Juan Pablo II 
acordaron la reinauguración de la entonces Plaza Las Américas para su renombramiento a Plaza Juan Pablo II, Padre de las Américas el domingo 1 de mayo de 2011.
Por ello el día de la Reinauguración entre cánticos y vivas, congregó cerca de 10 mil fieles de diversas parroquias de Tacna, provincias de Tarata , Candarave , Jorge Basadre , así como católicos de Moquegua e Ilo.
La misa de la acción de gracias por la beatificación del Beato Juan Pablo II fue presidida por el Obispo de la Diócesis de Tacna y Moquegua, Monseñor Marco Antonio Cortez Lara, quien estuvo acompañado por las imágenes de las Vírgenes del Rosario y Chapi . 
Asistieron las principales autoridades de la región tales como el aquel entonces Gobernador de Tacna, Raúl Urviola Hani, el entonces Alcalde provincial Fidel Carita y algunos alcaldes distritales de la ciudad.
El momento cumbre para los fieles fue la develación de la estatua del Santo Padre levantado en dicha plaza.

## Descripción
Es una espaciosa plaza ubicada detrás de la Catedral de Tacna entre árboles, molles y palmeras, plaza homenajeada al Papa Juan Pablo II, por ello alberga una estatua de más 2 metros de altura.
También alberga una placa de Cemento, con una de las frases del Papa Juan Pablo II.

Solo el amor construye, el odio destruye.  Juan Pablo II

## Actualidad
Actualmente esta plaza es escenario para la práctica de skate por parte de los jóvenes de la ciudad, por otra lado es transcurrida también para actividades, ferias culturales y laborales encargadas por la Municipalidad de Tacna y diversas misas, actividades religiosas, conciertos y procesiones por parte de la Diócesis de Tacna y Moquegua.